# Retrograde (film)
Retrograde è un film statunitense del 2004 diretto da Christopher Kulikowski e interpretato da Dolph Lundgren.

## Trama
Nell'anno 2204, un microrganismo mortale minaccia di spazzare via l'intera razza umana, l'unica speranza per il futuro dell'umanità è lo scienziato John Foster e la sua squadra d'élite di soldati, in modo da impedire che il virus possa mai esistere. Mentre la squadra del capitano Foster tenta di salvare il mondo, si rende conto che le loro azioni nel presente potrebbero produrre conseguenze terribili per il futuro.